# Bumirejo (Mungkid)
Bumirejo is een bestuurslaag in het regentschap Magelang van de provincie Midden-Java, Indonesië. Bumirejo telt 5896 inwoners (volkstelling 2010).